# MR. ROBOT/ミスター・ロボット
『Mr. Robot』（ミスター・ロボット）は、2015年から2019年にUSAネットワークで放送されたアメリカ合衆国のテレビドラマシリーズである。
本国では2015年6月24日から全10話のシーズン1が放映され、2016年7月13日から全12話のシーズン2が、2017年10月11日から全10話のシーズン3が、2019年10月6日から全13話の最終シーズン4が放送された。

## あらすじ

### シーズン1
エリオット・オルダーソンはニューヨークに住む若者で、サイバーセキュリティ会社『オールセーフ(Allsafe Cybersecurity)』にて、有能なセキュリティ・エンジニアとして働いていた。彼は社会不安障害を患っており、頭の中で想像上の友達に話しかけるなど、同僚で幼馴染のアンジェラ・モス以外とはうまく人との関わりが持てないでいた。
その反面で、非常に高度なハッキング技術を持つエリオットは、仕事外ではSNSアカウントに入り込んで身近な人間の情報をのぞき見たり、ネット上の犯罪を通報するなどして過ごしていた。そして、アパートの隣室に住んでいるドラッグディーラーのシェイラ・ニコから、モルヒネと共に禁断症状のための薬を購入していた。
ある日の深夜、世界のあらゆる産業を牛耳る複合企業であり、オールセーフ最大のクライアントでもあるEコープ(E Corp)のサーバーが激しい攻撃を受ける。会社に呼び出され、事態の収拾に当たったエリオットはギリギリで被害を食い止めることに成功するも、感染したサーバーから「f・ソサエティ」なる謎の言葉を発見する。
その後、地下鉄に乗っている時に突然攻撃の犯人らしき謎の男、Mr.Robotから接触を受けたエリオットは、あろうことか先日の攻撃を防いだという腕を買われてハッカーチーム、「f・ソサエティ」へ入るようスカウトされる。彼らの目的は、Eコープの保有する金融データを破壊することによって「ありとあらゆる借金、ローンを帳消しにし、かつてない富の再分配を引き起こすこと」だった。

## 登場人物
エリオット・オルダーソン
演 - ラミ・マレック、吹替 - 内山昂輝
本作の主人公。昼間はオールセーフで働くセキュリティ・エンジニア、夜はハッキングによって身近な人々のプライベートを覗いたり、ネット上の犯罪を通報して過ごしている。ハッキングした人物の個人情報は仮想環境で起動したWindowsを利用してDeepSoundを使用し、AES-256で暗号化したファイルを音楽CDに見せかけたCD-ROMに焼いて保管している。
想像上の友達(視聴者)に対して頭の中で話かける。人付き合いが苦手で、社会不安障害を患っている。幼少時に父を病で亡くしたこと(Eコープによる産業廃棄物の流出が原因)や母の厳しい躾などでトラウマを抱えており、孤独感や寂しさをモルヒネで紛らわせている。
前の会社に在籍中に会社のサーバーのデータを消してしまったせいで裁判沙汰になり、精神障害を認定されて裁判所より週一回、精神科医に掛かることを命令されている。
自宅のPCではKali Linuxを、会社のPCではGNOMEを使用している。
Mr.Robot
演 - クリスチャン・スレーター、吹替 - 藤原啓治 / 松本保典（シーズン2以降）
ハッカーチーム「f・ソサエティ」のリーダー。胸に「MR. ROBOT」というワッペンの付いたジャケットを来た中年男性だが、実は幼い頃に死んだ父親である。エリオットのハッキング技術に目を付け、f・ソサエティに加わるよう誘いをかける。
普段はヘラヘラとした無責任そうな雰囲気だが、目的のためならば無関係の人に被害が出ても問題ないと判断したり、ｆ・ソサエティを抜けようとする仲間に銃を突き付けてやり通すよう強要するなど非情な面もある。
ダーリーン
演 - カーリー・チャイキン、吹替 - たかはし智秋
エリオットの妹。f・ソサエティ所属の女性ハッカー。Eコープへの大規模ハッキングで使用されたルートキットを作成した。
アンジェラ・モス
演 - ポーシャ・ダブルデイ、吹替 - 田村睦心
エリオットの同僚かつ幼馴染。先述のEコープの廃棄物流出によって母を失っており、被害者団体の活動でエリオットと出会った。
エリオットをオールセーフで働くよう誘った人物で主任に昇格したばかりだが、エンジニアとしての能力は一流とは言い難い。
自分が凡才である事にコンプレックスがあり、常に仕事が出来る人間だと見せる傾向がある。
ギデオン・ゴダード
演 - マイケル・ギル、吹替 - 宮本充
オールセーフのCEO。エリオットに目をかけており、ゲイであることを彼にカミングアウトする。
タイレル・ウェリック
演 - マルティン・ヴァルストロム、吹替 - 佐藤拓也
Eコープの技術担当上級副社長。スウェーデン人。元々はエンジニア出身であり、現在もOSはLinux、デスクトップ環境はKDEを使用している。
かなりの野心家で、テリー・コルビーの逮捕後、暫定のCTOに任命されたことで 正式なCTOになることはまず間違いないと確信している。エリオットの手腕を見込み、セキュリティ部門のトップとしてEコープに引き抜こうとする。
身重の妻を深く愛しているが、ストレス解消に殴られ屋のホームレスを利用したり、目的達成のためなら不正や犯罪にも手を染める一面も持ち合わせている。
ヨアンナ・ウェリック
演 - ステファニー・コーネリウッセン、吹替 - 種市桃子
タイレルの妻。何事も常に見透かしている様なミステリアスな女性。手足を拘束されるなどの凌辱プレーに快感を覚える性癖がある。
クリスタ・ゴードン
演 - グロリア・ルーベン
エリオットが掛かっている精神科医。男運がない。妻子持ちの男に騙されかけている所をエリオットのハッキングにより助けられた。エリオット曰く「精神科医なのに人の心が読めない」。
シェイラ・ニコ
演 - フランキー・ショー、吹替 - 大津愛理
エリオットのアパートの隣室に住んでいるドラッグディーラー。モルヒネと共に禁断症状のための薬を調達できるため、エリオットはシェイラからモルヒネを購入している。一時は恋人同士になるが、ドラッグマフィアの男に誘拐されてしまう。シェイラと引き換えに男を刑務所から脱獄させるが、車のトランクに死体で発見された。
テリー・コルビー
演 - ブルース・オルトマン
Eコープの最高技術責任者(CTO)。CTOという立場にはいるがITに関しては疎く、ブラックベリーを使用していることをエリオットからは内心バカにされている。
f・ソサエティの策略により、Eコープへの大規模ハッキングの首謀者の疑惑をかけられ逮捕される。過去の産業廃棄物流出の隠蔽にも関与していた。
ホワイトローズ
演 - B・D・ウォン、吹替 - 近藤浩徳
中華系ハッカー集団「ダークアーミー」のボス。中国にあるEコープのサーバーを破壊するため、f・ソサエティから協力を依頼される。
ドミニク・ディピエッロ
演 - グレイス・ガマー、吹替 - 大井麻利衣
FBI捜査官。Eコープの大規模ハッキングを捜査する。
レオン
演 - ジョーイ・バッドアス、吹替 - 村井雄治

## 用語
Eコープ
世界中のあらゆる産業を牛耳る巨大複合企業。過去に産業廃棄物の流出によってエリオットやアンジェラの家族を死に至らしめた。そういった経緯と、不正行為の隠蔽体質から、主人公エリオットの思考では"Evil Corp(悪魔コープ)"と変換される。視聴者は彼の認知を通して劇中の世界を認知するので、同じく"Evil Corp(悪魔コープ)"と変換されて聞こえる。劇中に登場するロゴマークはエンロンのものを参考にしている。
オールセーフ
エリオットやアンジェラの勤めるサイバーセキュリティ会社。売上の8割をEコープに依存している。

## エピソード一覧

### シーズン一覧
| シーズン | シーズン | エピソード | 米国での放送日 | 米国での放送日 |
| シーズン | シーズン | エピソード | 初回           | 最終回         |
| -------- | -------- | ---------- | -------------- | -------------- |
|          | 1        | 10         | 2015年6月24日  | 2015年9月2日   |
|          | 2        | 12         | 2016年7月13日  | 2016年9月21日  |
|          | 3        | 10         | 2017年10月11日 | 2017年12月13日 |
|          | 4        | 13         | 2019年10月6日  | 2019年12月22日 |

### シーズン1 （2015年）
| 通算 | 話数 | タイトル         | 原題                        | 監督                         | 米国放送日    | 視聴者数 (万人) |
| ---- | ---- | ---------------- | --------------------------- | ---------------------------- | ------------- | --------------- |
| 1    | 1    | やあ、君         | eps1.0_hellofriend.mov      | ニールス・アルデン・オプレヴ | 2015年6月24日 | 175             |
| 2    | 2    | 1かゼロか        | eps1.1_ones-and-zer0es.mpeg | サム・イスマイル             | 2015年7月1日  | 173             |
| 3    | 3    | デバッグ         | eps1.2_d3bug.mkv            | ジム・マッケイ               | 2015年7月8日  | 160             |
| 4    | 4    | デーモン         | eps1.3_da3m0ns.mp4          | ニーシャ・ガナトラ           | 2015年7月15日 | 127             |
| 5    | 5    | 弱点             | eps1.4_3xpl0its.wmv         | ジム・マッケイ               | 2015年7月22日 | 138             |
| 6    | 6    | 勇敢な旅人       | eps1.5_br4ve-trave1er.asf   | デボラ・チョウ               | 2015年7月29日 | 125             |
| 7    | 7    | ソース           | eps1.6_v1ew-s0urce.flv      | サム・イスマイル             | 2015年8月5日  | 115             |
| 8    | 8    | ホワイト・ローズ | eps1.7_wh1ter0se.m4v        | クリストフ・スクルーイ       | 2015年8月12日 | 124             |
| 9    | 9    | コピー           | eps1.8_m1rr0r1ng.qt         | トリシア・ブロック           | 2015年8月19日 | 132             |
| 10   | 10   | 決行             | eps1.9_zer0-day.avi         | サム・イスマイル             | 2015年9月2日  | 121             |

### シーズン2 （2016年）
| 通算 | 話数 | タイトル         | 原題                      | 監督             | 米国放送日    | 視聴者数 (万人) |
| ---- | ---- | ---------------- | ------------------------- | ---------------- | ------------- | --------------- |
| 11   | 1    | 仮面: 前編       | eps2.0_unm4sk-pt1.tc      | サム・イスマイル | 2016年7月13日 | 104             |
| 12   | 2    | 仮面: 後編       | eps2.0_unm4sk-pt2.tc      | サム・イスマイル |               |                 |
| 13   | 3    | カーネルパニック | eps2.1_k3rnel-pan1c.ksd   | サム・イスマイル | 2016年7月20日 | 80              |
| 14   | 4    | 初期化           | eps2.2_init_1.asec        | サム・イスマイル | 2016年7月27日 | 64              |
| 15   | 5    | 論理爆弾         | eps2.3_logic-b0mb.hc      | サム・イスマイル | 2016年8月3日  | 71              |
| 16   | 6    | マスタースレーブ | eps2.4_m4ster-s1ave.aes   | サム・イスマイル | 2016年8月10日 | 57              |
| 17   | 7    | ハンドシェイク   | eps2.5_h4ndshake.sme      | サム・イスマイル | 2016年8月17日 | 65              |
| 18   | 8    | 後継者           | eps2.6_succ3ss0r.p12      | サム・イスマイル | 2016年8月24日 | 74              |
| 19   | 9    | イニット5        | eps2.7_init_5.fve         | サム・イスマイル | 2016年8月31日 | 65              |
| 20   | 10   | 隠しプロセス     | eps2.8_h1dden-pr0cess.axx | サム・イスマイル | 2016年9月7日  | 77              |
| 21   | 11   | パイソン: 前編   | eps2.9_pyth0n-pt1.p7z     | サム・イスマイル | 2016年9月14日 | 69              |
| 22   | 12   | パイソン: 後編   | eps2.9_pyth0n-pt2.p7z     | サム・イスマイル | 2016年9月21日 | 85              |

### シーズン3 （2017年）
| 通算 | 話数 | タイトル              | 原題                      | 監督             | 米国放送日     | 視聴者数 (万人) |
| ---- | ---- | --------------------- | ------------------------- | ---------------- | -------------- | --------------- |
| 23   | 1    | 省電力モード          | eps3.0_power-saver-mode.h | サム・イスマイル | 2017年10月11日 | 68              |
| 24   | 2    | 帳消し                | eps3.1_undo.gz            | サム・イスマイル | 2017年10月18日 | 52              |
| 25   | 3    | 遺産                  | eps3.2_legacy.so          | サム・イスマイル | 2017年10月25日 | 54              |
| 26   | 4    | メタデータ            | eps3.3_metadata.par2      | サム・イスマイル | 2017年11月1日  | 55              |
| 27   | 5    | ランタイムエラー      | eps3.4_runtime-error.r00  | サム・イスマイル | 2017年11月8日  | 52              |
| 28   | 6    | 強制終了              | eps3.5_kill-process.inc   | サム・イスマイル | 2017年11月15日 | 60              |
| 29   | 7    | フレデリック&ターニャ | eps3.6_fredrick+tanya.chk | サム・イスマイル | 2017年11月22日 | 55              |
| 30   | 8    | 削除しないで          | eps3.7_dont-delete-me.ko  | サム・イスマイル | 2017年11月29日 | 44              |
| 31   | 9    | 第3段階               | eps3.8_stage3.torrent     | サム・イスマイル | 2017年12月6日  | 44              |
| 32   | 10   | シャットダウン        | shutdown -r               | サム・イスマイル | 2017年12月13日 | 45              |

### シーズン4 （2019年）
| 通算 | 話数 | タイトル                 | 原題                              | 監督             | 米国放送日     | 視聴者数 (万人) |
| ---- | ---- | ------------------------ | --------------------------------- | ---------------- | -------------- | --------------- |
| 33   | 1    | 認証失敗                 | 401 Unauthorized                  | サム・イスマイル | 2019年10月6日  | 44              |
| 34   | 2    | 要支払い                 | 402 Payment Required              | サム・イスマイル | 2019年10月13日 | 34              |
| 35   | 3    | アクセス拒否             | 403 Forbidden                     | サム・イスマイル | 2019年10月20日 | 29              |
| 36   | 4    | 所在不明                 | 404 Not Found                     | サム・イスマイル | 2019年10月27日 | 34              |
| 37   | 5    | 許されないメソッド       | 405 Method Not Allowed            | サム・イスマイル | 2019年11月3日  | 31              |
| 38   | 6    | 受理できない             | 406 Not Acceptable                | サム・イスマイル | 2019年11月10日 | 36              |
| 39   | 7    | プロキシ認証が必要       | 407 Proxy Authentication Required | サム・イスマイル | 2019年11月17日 | 36              |
| 40   | 8    | リクエスト・タイムアウト | 408 Request Timeout               | サム・イスマイル | 2019年11月24日 | 37              |
| 41   | 9    | 競合                     | 409 Conflict                      | サム・イスマイル | 2019年12月1日  | 36              |
| 42   | 10   | 消滅した                 | 410 Gone                          | サム・イスマイル | 2019年12月8日  | 45              |
| 43   | 11   | 出口                     | eXit                              | サム・イスマイル | 2019年12月15日 | 44              |
| 44   | 12   | 俺は誰だ                 | whoami                            | サム・イスマイル | 2019年12月22日 |                 |
| 45   | 13   | やあ エリオット          | Hello,Elliot                      | サム・イスマイル | 2019年12月22日 |                 |

## 評価
ミスター・ロボットは多くの批評家から好意的な評価を受けており、シーズン1についてRotten Tomatoesでは44件のレビューがあり支持率は98％、平均点は8.1/10を獲得している。第73回ゴールデングローブ賞では作品賞(ドラマ部門)にノミネートされ、ゲーム・オブ・スローンズやアウトランダーといった他作品を抑えて受賞を果たした。また、ラミ・マレックが主演男優賞(ドラマ部門)に、クリスチャン・スレーターが助演男優賞にそれぞれノミネートされ、クリスチャン・スレーターが受賞している。

### 受賞
| 年   | テレビドラマ賞             | 賞                   | 対象                     | 結果       |
| ---- | -------------------------- | -------------------- | ------------------------ | ---------- |
| 2015 | AFIアワード 2015           | テレビドラマ部門     |                          | 受賞       |
| 2016 | 第73回ゴールデングローブ賞 | 作品賞（ドラマ）     |                          | 受賞       |
| 2016 | 第73回ゴールデングローブ賞 | 主演男優賞（ドラマ） | ラミ・マレック           | ノミネート |
| 2016 | 第73回ゴールデングローブ賞 | 助演男優賞           | クリスチャン・スレイター | 受賞       |
| 2017 | 第74回ゴールデングローブ賞 | 主演男優賞（ドラマ） | ラミ・マレック           | ノミネート |
| 2017 | 第74回ゴールデングローブ賞 | 助演男優賞           | クリスチャン・スレイター | ノミネート |